# エルザ (日本の歌手)
エルザ（1957年6月25日 - ）は、1970年代に活動した歌手、モデル。福岡県福岡市出身。本名はエリザベス・ゲドリック、父はポーランド系アメリカ人、母は日本人。福岡市立百道中学校卒業。身長165cm。B82cm、W56cm、H84cm（1976年2月）。
芸能事務所として新宿にゲドリック商会をもち、同事務所には三上寛、佐藤龍一、伊藤薫なども所属し、自前のレコード・レーベル“TOY BOX”もあった。
芸能界進出は音信不通となっていた父親を探すためであり、父親と連絡が取れ目標は達せられた、と述べていた。
引退後は郷里の福岡に戻っている。

## ディスコグラフィー

### シングル
- 山猫の唄（作詞/作曲：末永明輝、編曲：荻原暁/萩田光雄）/「生きがい」（作詞/編曲：荻原暁、作曲/編曲：萩田光雄）（エレックレコード、1973年10月25日）
- 父よ（作詞：真理アンヌ、作曲：エルザ）/「エルザのテーマ」（作詞/作曲：エルザ）（トリオ・レコード、1975年4月）
- 1957年（作詞：エルザ、作曲：茂木由多加、編曲：佐久間正英）/「ミスター・スカイ」（作詞：エルザ、作曲/編曲：茂木由多加）（ビクター（ソウル・フィット）、1977年2月）

### アルバム
- Half & Half（トリオ・レコード、1975年）
  - 僕が死ぬ前に、三つの夢、愛すべき世界、ウェディング・ベル、愛せない事情、天才少女よ 今のうちだ!!、さよなら ひとつ、悪意の天使、唄は私の小さな人生、父よ
- ポップコーンと魔法使い（ビクター（ソウル・フィット）、1977年3月）
  - 1957年、ミスター・スカイ、笑いすぎた雨、魔法使い、あなたを待つと…、恋は南風、レンガ通り幸福広場、夢の終り、冷たい風、銀髪ひげのおじいさん、石の花

## モデル出演
- トヨタ自動車（スプリンター）、資生堂など。

## ドラマ出演
- 花王名人劇場『裸の大将放浪記第7話』（関西テレビ、1981年）